# 스티브 루카서
스티브 루카서(Steve Lukather, 1957년 10월 21일~)는 미국의 음악가이다.
토토의 기타리스트이며, 데이비드 페이치와 함께 작곡에 폭넓게 참여하였다.